# 紫雲 (バラ)

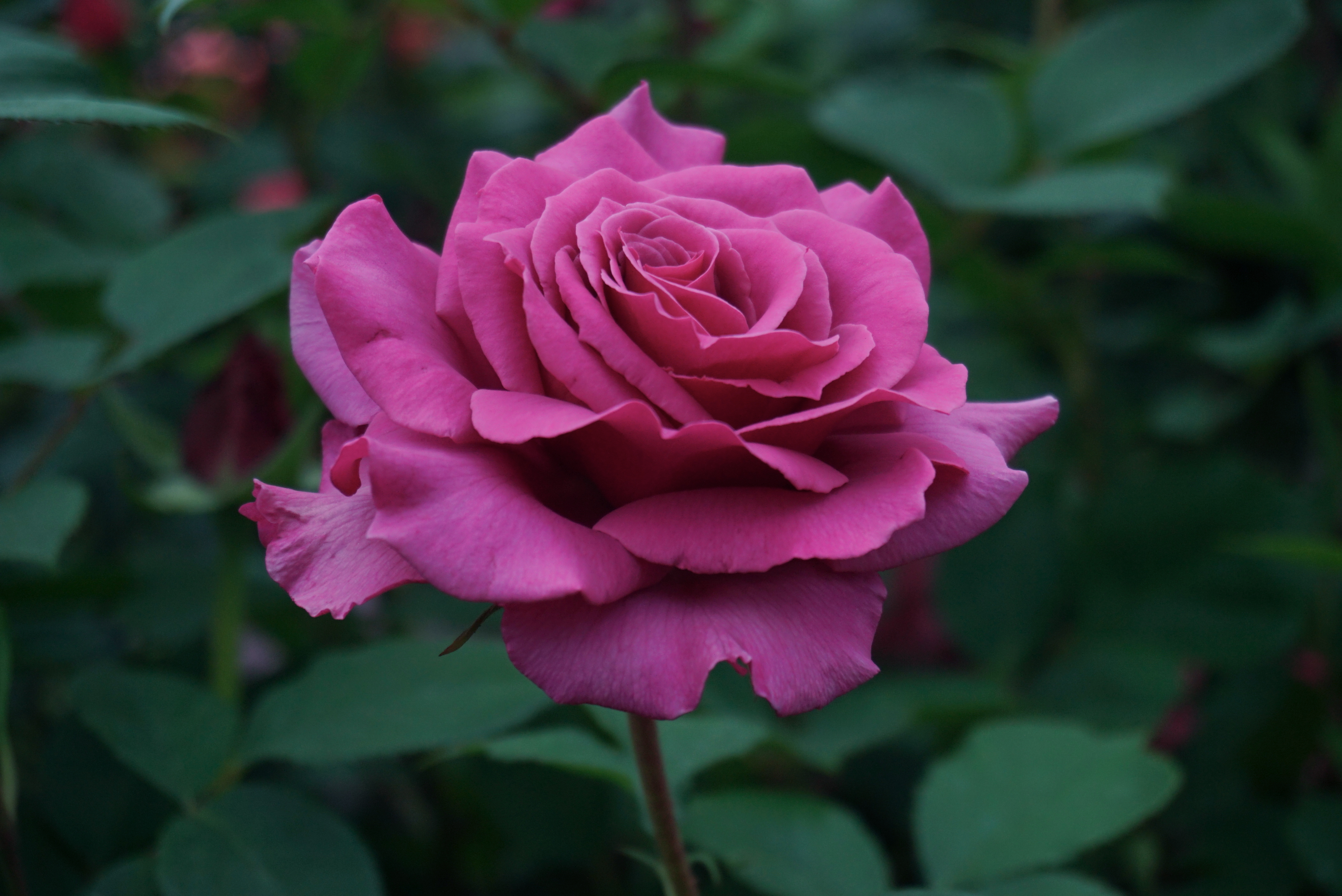
紫雲

紫雲（しうん）は、バラの園芸品種の1つ。1984年に日本で、鈴木省三によって作出された。
深いワイン色のような赤紫色の花を咲かせる。交配種は、(ブルー・ムーン×Twilight)×(Red American Beauty×Hapiness)。直立性のハイブリッド・ティー系のバラで、花付きがよい。樹高は1.3m、株張り50cmとコンパクトである。花型は剣弁高芯咲きで花弁は35枚ある。花径は10-12cmの大輪種。花もちはよい。花の香りの強さは弱く微香。一般に強健種と評価されている。品種名の紫雲は仏の乗る雲のイメージからつけられた。